# Тадеуш Вацлав Мюнніх

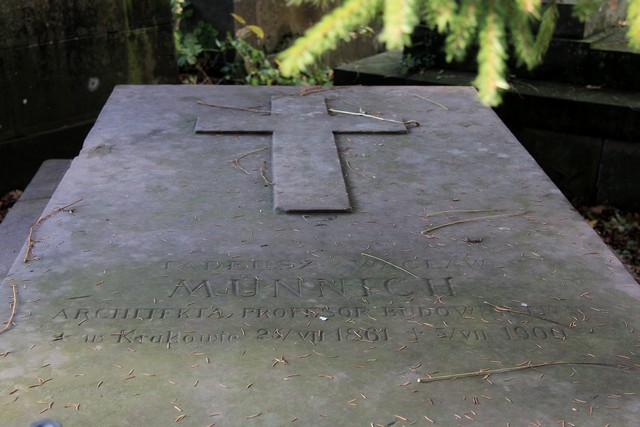

Таде́уш Ва́цлав Мю́нніх (Tadeusz Wacław Münnich; 1861, Краків — 5 липня 1900, Львів) — львівський архітектор, педагог.

## Біографія
Народився 1861 року у Кракові. Там само закінчив реальну школу. Здобував архітектурну освіту у Відні. 1885 року закінчив також Вищу політехнічну школу у Львові. Працював в архітектурному бюро Івана Левинського, де виконав проєкти будівництва та реконструкції великої кількості будівель у Львові та Галичині. Від 1888 року працював у Краківській промисловій школі, як асистент, пізніше — як асистент професора будівництва. Від 1891 року — асистент кафедри архітектури Львівської політехніки. Працював викладачем у львівській Державній промисловій школі, від 1894 року — професор. Технічний референт Шкільної ради. 1891 року нагороджений срібною медаллю за заслуги в організації львівської виставки будівельної промисловості. Член Політехнічного товариства у Львові у 1877–1889 та 1891–1900 роках. Протягом 1898–1899 років входив до його правління. У 1898—1900 роках був членом редакції друкованого органу товариства — журналу «Czasopismo Techniczne», де надрукував низку власних статей. Кілька публікацій вийшли також у варшавському часописі «Przegląd Techniczny». У серпні 1899 року виїздив у відрядження до Чехії, Німеччини та Швейцарії, де вивчав досвід будівництва шкільних споруд.
5 липня 1900 року у Львові вчинив самогубство. Причиною, ймовірно, був важкий психічний стан, в якому перебував протягом останнього часу через хворобу очей. Похований на полі № 1а Личаківського цвинтаря. По собі залишив вдову і трьох дітей.

## Роботи
- Спільно з Іваном Левинським керував перебудовою костелу Івана Хрестителя у Львові за проєктом Юліана Захаревича (1886—1889)[6].
- Перебудова старого будинку на віллу Масловських у Львові на вулиці Дорошенка, 73 (1888).
- Дерев'яна брама із крилами для кас на виставці будівельної промисловості у Львові (1891, виконано фірмою Крикевича і Гробоні).
- Перебудова палацу Браєрів на житловий будинок на вулиці Лепкого, 20 у Львові (1897).
- Бронзова медаль львівської Гігієнічно-промислової виставки за проект вілли (1880).
- Садиби у Новому Селі і Барилові.
- Проекти церков для В'язовниці та Ришкової Волі (обидва села — в Ярославському повіті).
- Неоготичний вівтар костелу в Жолині Ланьцутського повіту.
- Розробив ряд типових проектів народних шкіл у Галичині. Присвятив цій темі публікації у журналі «Czasopismo Techniczne».

## Публікації
- Kościół Św. Jana Chrzciciela we Lwowie // Czasopismo Techniczne. — 1888. — № 15. — S. 126—127.
- O istocie grzyba // Czasopismo Techniczne. — 1889.
- Wystawa przemysłu budowlanego we Lwowie // Przegląd Techniczny. — 1892.
- Szkoły przemysłowo-zawodowe na wystawie przemysłu budowlanego we Lwowie // Czasopismo Techniczne. — 1892/3.
- Przemysł galicyjski na powszechnej wystawie krajowej we Lwowie // Przegląd Techniczny. — 1894.
- Przemysł krajowy na wystawie lwowskiej w 1894 r. — Kraków, 1894.
- Sprawozdania z Wystawy. Przemysł krajowy na lwowskiej wystawie w r. 1894 //  Czasopismo Techniczne (Krakowskie). — 1894 (серія статей).
- Budowa szkół ludowych w Galicji // Czasopismo Techniczne. — 1898. — № 23. — S. 264–297.
- Budowa szkół ludowych w Galicji // Czasopismo Techniczne. — 1898. — № 24. — S. 321–327.
- Projekt cerkwi w Ryszkowej Woli // Czasopismo Techniczne. — 1899.
- Projekt ołtarza w Żołyni // Czasopismo Techniczne. — 1899.
- Renesans w Polsce // Czasopismo Techniczne. — 1899.
- Adaptacye i przebudowy starych budynków mieszkalnych // Czasopismo Techniczne. — 1899.
- Sylwetki z podróży // Czasopismo Techniczne. — 1899.
- Leonard Marconi [некролог] // Czasopismo Techniczne. — 1899. — № 8. — S. 91.